# Neopalachia
Neopalachia is een geslacht van vliesvleugeligen uit de familie Torymidae. De wetenschappelijke naam van dit geslacht is voor het eerst geldig gepubliceerd in 1978 door Boucek.

## Soorten
Het geslacht Neopalachia omvat de volgende soorten:
- Neopalachia noyesi Boucek, 1978
- Neopalachia peruana Boucek, 1998